# (8865) Yakiimo
(8865) Yakiimo ist ein Asteroid des Hauptgürtels, der am 1. Januar 1992 von den japanischen Astronomen Akira Natori und Takeshi Urata an der JCPM Yakiimo Station (IAU-Code 885) in Shimizu in der Präfektur Shizuoka entdeckt wurde.
Der Asteroid wurde am 20. November 2002 nach dem Ort seiner Entdeckung, dem JCPM Yakiimo Station Observatorium, benannt.